# Chimik (schronisko)
Chemik (bułg. Химик – Chimik) – schronisko turystyczne w Starej Płaninie w Bułgarii.

## Opis i położenie
Znajduje się 2 km na zachód od Przełęczy Republiki. Składa się z dwóch murowanych budynków o dwóch kondygnacjach. Jeden budynek ma pojemność 32 miejsc z węzłami sanitarnymi i łazienkami na piętrach. Budynek ma dostęp do wody bieżącej, prądu, ogrzewany jest elektrycznie. Dysponuje restauracją i kuchnią. Drugi budynek ma pojemność 24 miejsc z zewnętrznymi węzłami sanitarnymi. Także ma dostęp do wody bieżącej i prądu, ogrzewany jest piecami. Jest kuchnia turystyczna i jadalnia.
Do schroniska dociera się drogą gruntową (2 km) z Przełęczy Republiki. Schronisko jest na trasie europejskiego długodystansowego szlaku pieszego E3 ( Kom - Emine).
Sąsiednie obiekty turystyczne:
- noclegownia turystyczna na dworcu w Krystcu – 4 godz.
- schronisko Gramadliwa – 30 min.
- schronisko Predeła – 30 min.
- schron Butora – 4 godz.
- ośrodek narciarski Gramadliwa – 40 min

Szlaki są znakowane.
Punkt wyjściowy: Przełęcz Republiki – 30 min.